# Gran Premio de Llodio 2011
El LXII Gran Premio de Llodio (XVII Clásica de Álava) fue una carrera ciclista que se disputó el sábado 23 de abril de 2011, por el recorrido habitual de esta carrera, sobre un trazado de 172,3 kilómetros repitiendo recorrido respecto a la edición anterior.
La prueba perteneció al UCI Europe Tour de los Circuitos Continentales UCI, dentro de la categoría 1.1.
Participaron 13 equipos. Los 2 equipos españoles de categoría UCI ProTour (Euskaltel-Euskadi y Team Movistar y Footon-Servetto); los 3 de categoría Profesional Continental (Caja Rural, Geox-TMC y Andalucía-Caja Granada); y los 2 de categoría Continental (Orbea y Burgos 2016-Castilla y León). En cuanto a representación extranjera, estuvieron 5 equipos: los Continentales del KTM-Murcia, EPM-UNE, Barbot-Efapel, Onda-Boavista y Tavira-Prio; y la Selección de Rusia (que entró a última hora). Formando así un pelotón de 109 ciclistas, con 10, 8 o 7 (Team Movistar, Geox-TMC y Andalucía Caja Granada) corredores por equipo, de los que acabaron 82.
El ganador final fue Santi Pérez que llegó en solitario por delante de un grupo de 9 unidades que fue comandado por Daniele Ratto y Marcos García respectivamente, que completaron el pódium.
En las clasificaciones secundarias se impusieron Raúl Alarcón (montaña), Garikoitz Bravo (metas volantes), David Gutiérrez Gutiérrez (sprints especiales) y Barbot-Efapel (equipos).

## Clasificación final
| \| Posición \| Ciclista \| Equipo \| Tiempo \| \| -------- \| ----------------- \| ---------------------- \| ---------- \| \| 1. \| Santi Pérez \| Barbot-Efapel \| 4h 15' 50" \| \| 2. \| Daniele Ratto \| Geox-TMC \| + 4" \| \| 3. \| Marcos García \| KTM-Murcia \| m.t. \| \| 4. \| Andrey Amador \| Team Movistar \| m.t. \| \| 5. \| Juan Pablo Suárez \| EPM-UNE \| m.t. \| \| 6. \| Andre Cardoso \| Tavira-Prio \| m.t. \| \| 7. \| José Herrada \| Caja Rural \| m.t. \| \| 8. \| Mikel Nieve \| Euskaltel-Euskadi \| m.t. \| \| 9. \| Antonio Piedra \| Andalucía Caja Granada \| m.t. \| \| 10. \| Mauricio Ardila \| Geox-TMC \| m.t. \| |                   |                        |            |
| Posición | Ciclista          | Equipo                 | Tiempo     |
| 1. | Santi Pérez       | Barbot-Efapel          | 4h 15' 50" |
| 2. | Daniele Ratto     | Geox-TMC               | + 4"       |
| 3. | Marcos García     | KTM-Murcia             | m.t.       |
| 4. | Andrey Amador     | Team Movistar          | m.t.       |
| 5. | Juan Pablo Suárez | EPM-UNE                | m.t.       |
| 6. | Andre Cardoso     | Tavira-Prio            | m.t.       |
| 7. | José Herrada      | Caja Rural             | m.t.       |
| 8. | Mikel Nieve       | Euskaltel-Euskadi      | m.t.       |
| 9. | Antonio Piedra    | Andalucía Caja Granada | m.t.       |
| 10. | Mauricio Ardila   | Geox-TMC               | m.t.       |